# Носилов, Константин Дмитриевич

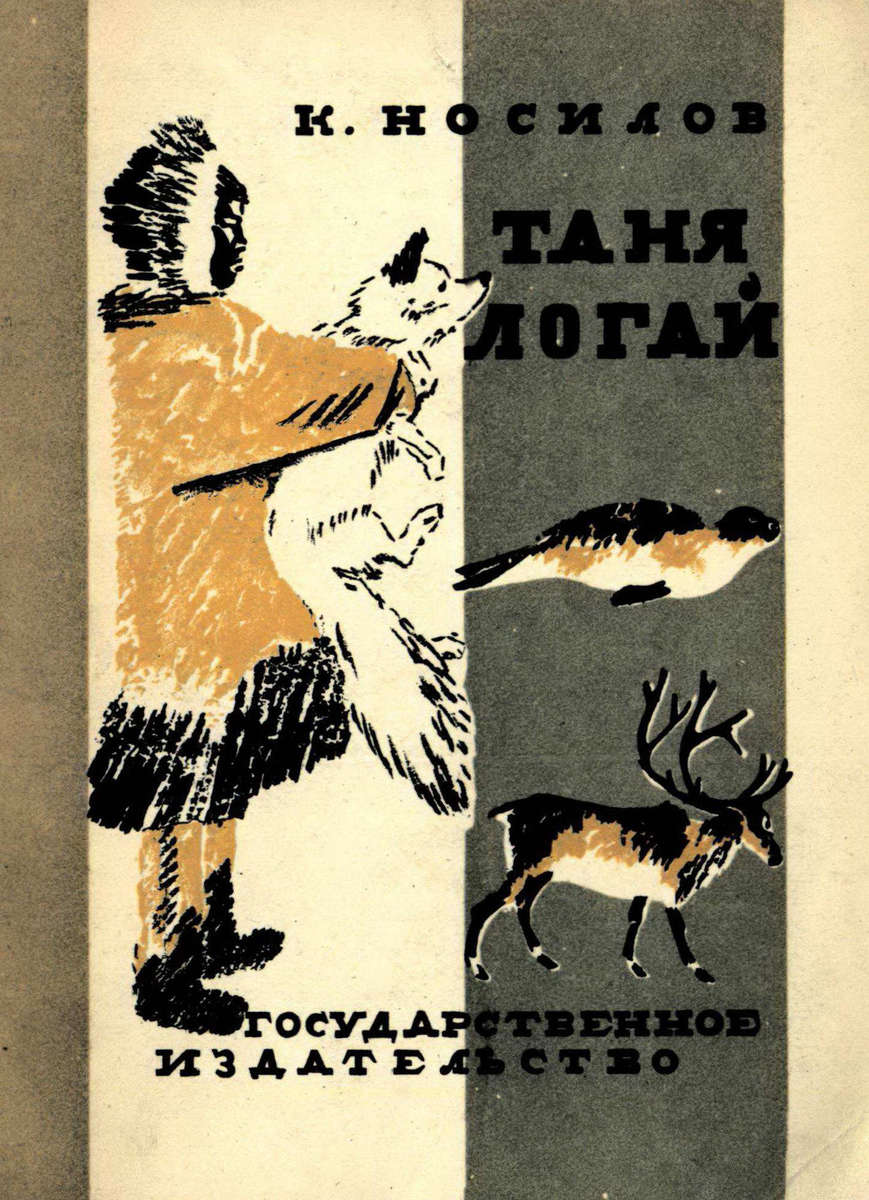
Обложка книги «Таня Логай», 1928 год. Художник Константин Васильевич Кузнецов.

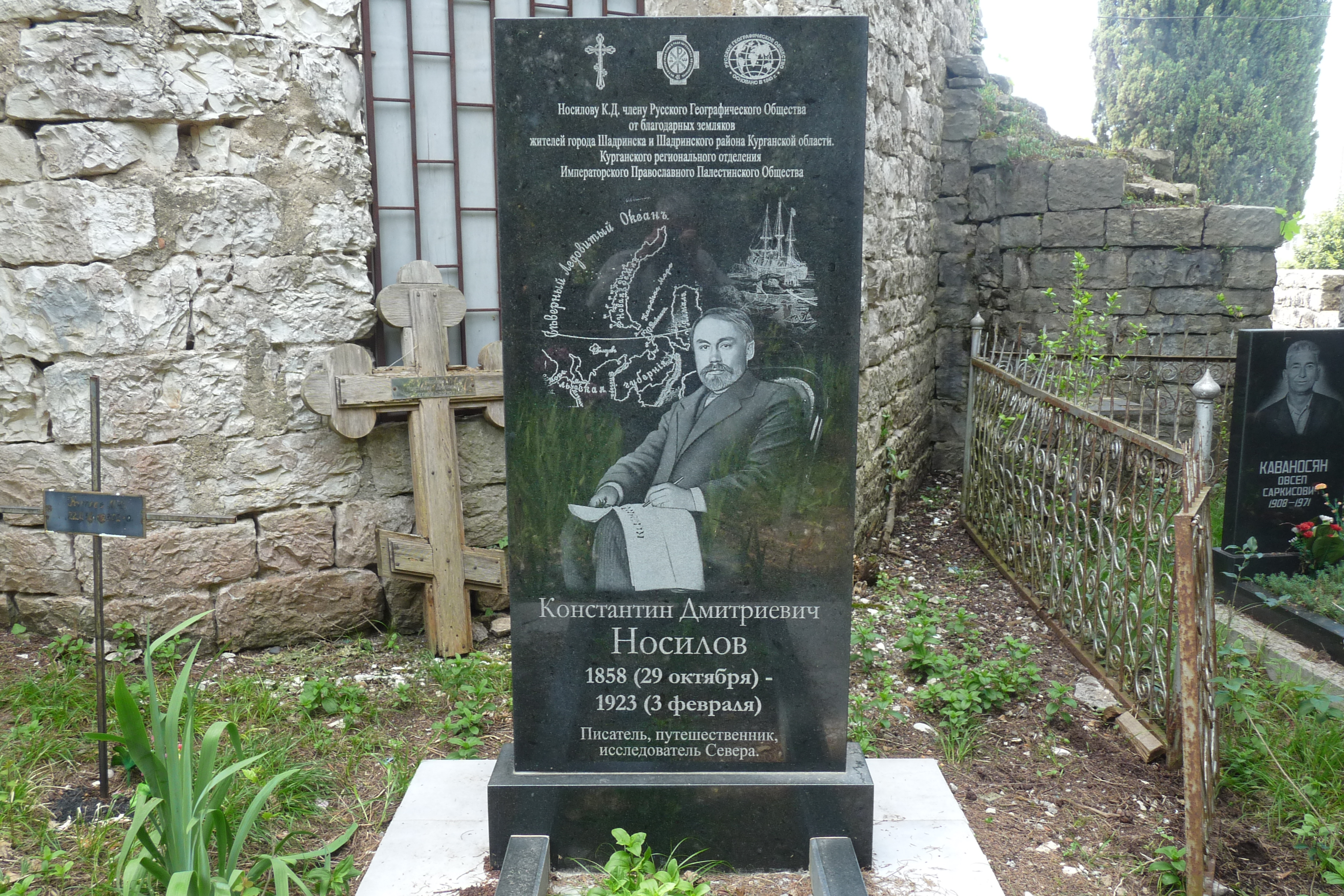
Памятник К. Д. Носилову на кладбище пгт. Цандрыпш, Республика Абхазия.

Константи́н Дми́триевич Носи́лов (17 [29] октября 1858 или 29 октября 1858, Маслянское, Пермская губерния — 3 февраля 1923, Пиленково, Кубано-Черноморская область) — русский полярный исследователь, путешественник, этнограф, писатель, журналист. Основатель Общества правильной охоты.

## Биография
Константин Носилов родился 17 (29) октября 1858 года в семье священника Свято-Троицкой церкви Дмитрия Иванова (сына) Носилова в селе Маслянском Крестовской волости Шадринского уезда Пермской губернии, ныне село входит в Шадринский муниципальный округ Курганской области. Мать, Иуния Васильевна, была дочерью священника Василия Симоновича Симоновского из села Ичкино тоже Шадринского уезда.
С детства был знаком с книгами, его дед, священник в селе Кривском Кривской волости Шадринского уезда (ныне в Далматовском муниципальном округе Курганской области) имел телескоп и ночами вместе с внуком производил астрономические наблюдения.

### Образование
В 1868 году был отправлен учиться в духовное училище при Далматовском Свято-Успенском мужском монастыре, затем в Пермскую духовную семинарию, откуда в 1877 году был исключён за «неприлежание» и за выступления против строгостей казённого режима.

### Начало экспедиционной деятельности
В 1877 году уехал на Северный Урал, где работал геологом на заводе. Геологическую выучку К. Д. Носилов проходил, скорее всего, у горного штейгера немца фон Таля. Там Носилов пишет статьи, которые печатаются в «Горном журнале». 14 (26) июня 1879 года состоялся журналистский дебют К. Д. Носилова в газете «Екатеринбургская неделя».
В 1879 году он участвовал в экспедиции на реку Лялю в качестве геолога.
В 1882 году Носилов представил Русскому императорскому географическому обществу проект экспедиции по Северному Уралу для исследования бассейнов рек Северной Сосьвы и Сылвы. В этих экспедициях Константин Дмитриевич серьёзно занялся этнографией Севера. Он изучает быт хантов и самоедов (ненцев). Проводил опытные посевы злаков и овощей в Саранпауле. По завершении работ значительные коллекции были переданы в музей горного института в Екатеринбурге, в Санкт-Петербургский университет, а карты и материалы по гидрографии и метеорологии в Русское географическое общество.
В 1883 году Константин Дмитриевич избран членом-корреспондентом Уральского общества любителей естествознания.
14 января 1884 года принят в члены-сотрудники Русского географического общества. Работал по исследованию возможности транспортного сообщения через реки Урала.
В 1886 году состоялось его первое заграничное путешествие, включившее в себя посещения Палестины, Египта и Турции.
Во второй половине XIX века для архангельских промышленников стоял вопрос сохранения северных промыслов. Позиция Норвегии делала невозможными добычу и исследование Баренцева и Карского морей. До тридцати норвежских судов ежегодно промышляли у западного побережья Новой Земли, используя естественное преимущество — отсутствие льда в Баренцевом море, а поморы вынуждены были ещё почти два месяца дожидаться освобождения Белого моря. К 1880-м годам норвежцы лучше знали условия плавания в этих водах, составляли карты берегов. Поэтому для России освоение Севера становится политической задачей.
Особое место в жизни Носилова заняли зимовки на Новой Земле. Первые две были в 1887—1888 годах на станции Малые Кармакулы, в то время эта станция, построенная в сентябре 1882 года по программе международного полярного года, была единственным русским поселением на островах Новой Земли. Правительство сомневалось стоит ли содержать там станцию, так как она себя не окупала. Экспедиция Константина Носилова должна была подтвердить возможность зимовки и существования этой станции. Её ликвидация могла привести к потере надзора над островами и захвату их норвежцами.
Впервые К. Д. Носилов прибыл на архипелаг пароходом «Великий князь Владимир» Товарищества Архангельско-Мурманского срочного пароходства 19 июня 1887 года. На побережье залива Моллера он поселился в доме станции Общества спасания на водах. Вместе со священником отцом Ионой, командированным сюда Архангельской епархией, матросами и несколькими ненцами Константин Дмитриевич восстанавливал часовню в становище Малые Кармакулы, поврежденную ураганом, что послужило одним из факторов привлечения на остров русских промышленников из Архангельска. Во время этих зимовок Носилов исследовал побережье Баренцева моря, миграцию животных, изучал быт переселенных туда семей самоедов.
16 сентября 1887 года отправился с одним самоедом к хребту Новой Земли, чтобы пересечь его, перерезав остров, и выйти к заливу гр. Литке, к Карскому морю. Возвратились в колонию в конце сентября.
Зимой 1887/1888 года Носилов по баренцевоморскому побережью добрался до губы Серебрянки, расположенной на юго-западе Северного острова, за проливом Маточкин Шар.
В апреле 1888 года Носилов посетил карское побережье Южного острова, изучая местную фауну.
В июле 1888 года Носилов выехал на материк, а через полтора месяца возвратился, захватив с собой трех русских поморских жителей, которые, узнав о существовании храма в нашем зимовье, охотно поехали на зимовку.
Весной 1889 года с двумя ненцами на собачьих упряжках он совершил почти тысячекилометровый переход. Путь проходил и по Северному острову, до тех пор никем не посещаемому от Малых Кармакул до заливов Канкрина, Чекина, Медвежий и Незнаемый. Были описаны ландшафты, берега, составлены геологические описания. Ничего этого не сохранилось. Впоследствии объекты были переоткрыты и переименованы заново. Носилов обнаружил у самоедов-переселенцев остатки идолопоклонничества. Хотя все они были крещеные, но во время зимнего промысла ставили идолов (например, Ефремов идол) и приносили им в жертву то оленя, то собаку.
Гордостью путешественника стала «самая северная школа» для местных детей, которую он в 1889 году открыл на Кармакульской станции.
Третья зимовка Носилова в 1890—1891 годах проходила на берегу пролива Маточкин Шар, где он ставит привезённый из Архангельска метеорологический домик, названный «изба Носилова». Там велись регулярные метеонаблюдения, совершались переходы от этой станции к Карскому морю и на Северный остров, который первым пересек, открыв удобную сквозную долину. Лет через 20 её тоже «переоткрыли». Носилов также сделал первые научные описания Новоземельской популяции песца.
В 1892 году он изучал уральского бобра в верховьях реки Конды.
В 1893 году Носилов наблюдал ненцев в разгар их летней деятельности. Севернее Обдорска маршрут пролегал по низовьям Оби, в этой же экспедиции побывал на Ямале, поднимаясь по реке Щучьей. На оленях достиг верховий Сыгвы.
В 1894—1895 годах два семестра слушал лекции в Сорбонне (Париж, Франция). Учился он также у знаменитого географа и путешественника Жака Элизе Реклю.
Близкое знакомство с бытом, обычаями и знание языка самоедов, нашло отражение в книгах и очерках Константина Носилова. Этнографические статьи Носилова, его очерки и рассказы привлекли внимание многочисленных читателей. Они печатались в разных газетах и журналах, выходили отдельными сборниками. Константин Дмитриевич был корреспондентом Российского телеграфного агентства, сотрудничал в нескольких общероссийских и уральских газетах. Он вёл переписку с Д. Н. Маминым-Сибиряком, А. П. Чеховым, И. М. Первушиным, Ф. Нансеном.
Как известно, Носилов одним из первых в России применил фотоаппарат для научных исследований севера.
В 1897 году вновь исследовал низовья Оби на оленях.
В 1898 году — оленья экспедиция к реке Юрибей.
В 1900—1901 годах Константин Дмитриевич — корреспондент газеты «Новое время» в Маньчжурии и Монголии.
Довольно обширные участки были обследованы Носиловым в 1902 году, мыс Маре-Сале, остров Литке, река Щучья. Основное внимание вновь приковано к ненецкому населению. Кроме того, Носилов изучал древний Мангазейский ход поморов.
В 1904 году он — на русско-японском фронте.
В 1895 году на реке Исеть в 10 километрах от Шадринска Носилов построил дачу, которую назвал «Находка». Здесь он написал многие литературные произведения.
В 1908 году путешествует по Каспию, Казахстану, Белому морю. В последующие годы активно участвует в деле транспортного освоения Севера и Сибири — прокладке железнодорожной ветки до Шадринска (1911), организации речного караванного пути через полуостров Ямал (1914—-1916), строительстве железной дороги до города Романов (Мурманск) (1916).
В 1916 году он выступает организатором экспедиции на Ямал и обский Север. Важнейшая задача — устройство портов на мысах Ямсале и Маре-Сале. По замыслу Константина Дмитриевича должен был быть устроен водный путь от устья реки Салетты до озера Тален-То. Далее канал к реке Юрибей с устройством шлюзов. По проекту задействование пути должно было начаться к 1918—1920 годам. Однако революционные события не позволили развить идею.
В 1920 году Советское правительство заинтересовалось его северными проектами и, в свою очередь, организовало экспедицию, для которой и пригласили Носилова в Москву для подготовки экспедиции на Ямал.

### Дача «Находка»
В 1895 году на реке Исеть в 10 километрах от Шадринска возле деревни Боровой Носилов построил дачу, которую назвал «Находка», где в перерывах между путешествиями и экспедициями обрабатывал свои дневники, путевые заметки и фотоматериалы. Здесь он занимался литературной деятельность, и написал многие произведения, которые печатались в газетах и журналах, выходили отдельными сборниками. Добираясь от «Находки» до Шадринска Носилов использовал моторную лодку «Ямал» или конный выезд.
В «Находке» Константин Носилов обретает семейное счастье, здесь у него рождается первенец Виктор. Константин Дмитриевич сажает серебристые тополя, ели, сирень и акацию.
В 1904 году отец Дмитрий Носилов вышел за штат (пенсию), отслужив 50 лет в сане священника, и переехал к сыну на дачу «Находка». В начале 1906 гда был составлен план строительства часовни на берегу реки и получены разрешения, а 25 июня (8 июля)  1906 года часовня была готова к освящению. План часовни был взят Носиловым с часовни построенной князем Ширинским-Шихматовым в его имении в Тверской губернии. Освящение часовни в честь Святой Троицы провёл сам о. Дмитрий Иванович Носилов. Часовня не сохранилась
В «Находке» он прожил более 20 лет, до 1918 года. Константин Дмитриевич также вёл большую общественную работу в своём родном крае, читал лекции для жителей Шадринска, был основателем и первым председателем «Общества правильной охоты» (1902 год) в Шадринском крае, занимался благотворительностью.
В годы Советской власти дача была превращена в пионерский оздоровительный лагерь им. А.П. Гайдара. Со временем от носиловской дачи остались только вековые деревья и вязовая аллея. В октябре 2006 года был учрежден Благотворительный фонд правильной охоты «Находка». На его средства была построена база отдыха «Дача Находка». В настоящее время дача «Находка» ― памятник истории и природы Шадринского района Курганской области  — 56°04′22″ с. ш. 63°45′00″ в. д.

### Последние годы жизни
Революционные события 1917—1918 годов заставили писателя покинуть его обычное местопребывание. Дачу «Находку» в окрестностях Шадринска он продал и переехал в 1918 году в Усть-Каменогорск. В 1920 году переехал на черноморское побережье Кавказа, в Абхазию.
В 1923 году с Ямала Константин Дмитриевич возвратился к семье в Абхазию. Дети были больны малярией. Вскоре он сам заболел.
Константин Дмитриевич Носилов умер 3 февраля 1923 года в м. Пиленково Пиленковского сельсовета Сочинского района Черноморского округа Кубано-Черноморской области. Ныне пгт Цандрыпш входит в Гагрский район Республики Абхазия, но Грузия считает что это пгт Гантиади, который входит в Гагрский муниципалитет Автономной Республики Абхазия Грузии. Могила не сохранилась.

## Память
Именем К. Д. Носилова названы:
- Гора на юго-западном побережье Маточкина Шара (высота 640 м). Назвала в апреле 1925 года комиссия СГЭ.
- Ручей, впадающий в зал. Чекина на востоке Северного острова Новой Земли. Назван в 1901 году А. А. Борисовым.
- Улица в селе Маслянском Шадринского района Курганской области
- Детско-юношеская библиотека в городе Шадринске.
- В октябре 2018 года Решением Шадринской районной Думы имя К.Д. Носилова присвоено МКОУ «Маслянская СОШ Шадринского района Курганской области»[9]. В Музейной комнате школы есть экспозиция, посвящённая биографии К.Д. Носилова, хранятся фотографии родителей и родственников путешественника[10].

Кинокомпанией «Страна» по заказу Федерального агентства по культуре и кинематографии в 2006 году создан документальный фильм «Царский писарь» (режиссёр Т. М. Васильева).
Территория дачи «Находка» объявлена объектом культурного наследия. На территории дачи «Находка» Благотворительным фондом правильной охоты установлен памятный знак К. Д. Носилову (2007) и восстановлена часовня Георгия Победоносца (2008).
2018 год в Шадринском районе был объявлен Годом Константина Носилова.
В октябре 2018 года в Абхазии на месте захоронения К. Д. Носилова установлен памятник от благодарных жителей Шадринского района с датами рождения и смерти.
В Шадринске проводятся традиционные «Носиловские чтения», в которых принимают участие географы, историки и краеведы Уральского региона.

## Семья
Его прадед Василий Иосифов сын Букринский с 1801 по 1803 год служил священником Успенской церкви села Носилово (Насилово, Успенское) Пронской округи Рязанской губернии. Фамилия пошла от названия села. Его жена Анна, дочь священника Рязанского уезда Афонасия Васильева сына Гулынского.
Другой прадед, диакон Андрей Сергеев сын Перов был также учителем детей священноцерковнослужителей, его отец был священник села Перво (Перья) Касимовской округи Рязанской губернии Сергий Федоров сын.
Мать Константина Носилова, также происходила из семьи потомственных священников Пермской епархии Шадринского уезда по фамилии Трескины, но и здесь произошла смена фамилии на Симоновские.
Старший брат Геннадий Дмитриевич Носилов работал земским ветеринаром в Рязанской губернии.
Жена Дарья Романовна до замужества несколько лет работала у Носиловых экономкой. У них родились сын Виктор и дочь Юлия. Виктор Константинович во время Великой Отечественной войны был военным лётчиком.

## Сочинения
- Носилов, К. Д. Съ Оби на Печору. — СПб.: Сѵнодальная тип., 1892. — С. 15.[15]
- Носилов, К. Д. Русская колонія и первый храмъ на крайнемъ сѣверѣ. — СПб.: Тип. А.С. Суворина, 1884. — С. 9.[16]
- Носилов, К. Д. Изъ путешествія на полуостровъ Ялмалъ. — СПб.: Сѵнодальная тип., 1894. — С. 20.[17]
- Носилов, К. Д. Въ снѣгахъ. Разсказы и очерки изъ жизни сѣверныхъ инородцевъ. — 2-е изд. — М.: ред. жур. «Дѣтское чтеніе», 1900. — С. 170.[18]
- Носилов, К. Д. На охотѣ. Очерки и разсказы. — М.: ред. жур. «Дѣтское чтеніе», 1900. — С. 90.[19]
- Носилов, К. Д. Таня Логай. Разсказъ изъ жизни сѣверных инородцев. — М.: ред. жур. «Дѣтское чтеніе» и «Педагогич. листокъ», 1901. — С. 30.[20]
- Носилов, К. Д. На Новой землѣ. Очерки и набрски. — СПб.: А.С. Суворинъ, 1903. — С. 327.[21]
- Носилов, К. Д. Среди наших инородцевъ. Очерки и набрски. — СПб.: ред. журн. «Родникъ», 1903. — С. 126.[22]
- Носилов, К. Д. Въ снѣгахъ. Разсказы и очерки изъ жизни сѣверныхъ инородцевъ. — 2-е изд. — М.: ред. жур. «Дѣтское чтеніе» и «Педагогич. листокъ», 1903. — С. 170.[23]
- Носилов, К. Д. Юдикъ. Разсказъ изъ жизни самоѣдов на Новой землѣ. — М.: тип. О-ва распространенія полезныхъ книгъ, аренд. В.И. Вороновымъ, 1903. — С. 56.[24]
- Носилов, К. Д. В горахъ Хингана. Из недавних событій въ Манчжуріи. — М.: тип. О-ва распространенія полезныхъ книгъ, аренд. В.И. Вороновымъ, 1904. — 32 с.[25]
- Носилов, К. Д. У вогуловъ. Очерки и наброски. — СПб.: А.С. Суворин, 1904. — С. 255.[26][27]
- Носилов, Константин Дмитриевич. Серебряная баба (Носилов) // У вогуловъ. Очерки и наброски.. — СПб.: А.С. Суворин, 1904.
- Носилов, К. Д. Въ снѣгахъ. Разсказы и очерки изъ жизни сѣверныхъ инородцевъ. — 3-е изд. — М.: ред. жур. «Дѣтское чтеніе» и «Педагогич. листокъ», 1904. — С. 168.[28]
- Носилов, К. Д. Въ снѣгахъ. Разсказы и очерки изъ жизни сѣверныхъ инородцевъ. — 4-е изд. — М.: ред. жур. «Юная Россія» и «Педагогич. листокъ», 1907. — С. 168.[29]
- Носилов, К. Д. Таня Логай. Разсказъ изъ жизни  сѣверных инородцев. — 2-е изд. — М.: ред. жур. «Юная Россія», 1907. — С. 32.[30]
- Носилов, К. Д. Золотое время. — М.: ред. жур. «Юная Россія», 1908. — С. 140.[31]
- Носилов, К. Д. На диком сѣверѣ. Сборникъ разсказовъ. — М.: ред. жур. «Юная Россія», 1908. — Т. 1. — С. 115.[32]
- Носилов, К. Д. На диком сѣверѣ. Сборникъ разсказовъ. — М.: ред. жур. «Юная Россія», 1908. — Т. 2. — С. 111.[32]
- Носилов, К. Д. Въ лѣсахъ. Разсказы и очерки. — М.: ред. жур. «Юная Россія» и «Педагогич. листокъ», 1910. — С. 70.[33]
- Носилов, К. Д. Въ снѣгахъ. Разсказы и очерки изъ жизни сѣверныхъ инородцевъ. — 5-е изд. — М.: ред. жур. «Юная Россія» и «Педагогич. листокъ», 1910. — С. 168.[34]
- Носилов, К. Д. В горах Хингана. Из событий въ Манчжурии въ 1900 г. — М.: типо-лит.Русского т-ва, 1911. — 32 с.[35]
- Носилов, К. Д. Горе-рыболов. — СПб.: Н. Морев, Читальня нар. школы, 1911. — С. 26.[36]
- Носилов, К. Д. На китобойном пароходе. Из путешествия по северу. — СПб.: Н. Морев, Читальня нар. школы, 1911. — С. 30.[37]
- Носилов, К. Д. На охотѣ. Очерки и разсказы. — 2-е изд. — М.: ред. жур. «Юная Россія», 1911. — С. 93.[38]
- Носилов, К. Д. Таня Логай. Разсказъ изъ жизни самоѣдов. — 3-е изд. — М.: ред. жур. «Юная Россія», 1911. — С. 29.[39]
- Носилов, К. Д. Юдикъ. Разсказъ изъ жизни самоѣдов на Новой землѣ. — М.: тип. Русского т-ва, 1911. — С. 48.[40]
- Носилов, К. Д. Юдикъ. Разсказъ изъ жизни самоѣдов на Новой землѣ. — 2-е изд. — М.: «Школьная б-ка», 1911. — С. 48.[41]
- Носилов, К. Д. Въ снѣгахъ. Разсказы и очерки изъ жизни сѣверныхъ инородцевъ. — 6-е изд. — М.: ред. жур. «Юная Россія», 1912. — С. 174.[42]
- Носилов, К. Д. За полярным кругом. — М.: ред. жур. «Юная Россія», 1912. — С. 118.[43]
- Носилов, К. Д. У рыбаковъ и звѣролововъ сѣвера. — М.: ред. жур. «Юная Россія», 1912. — С. 136.[44]
- Носилов, К. Д. Золотое время. — 2-е изд. — М.: ред. жур. «Юная Россія», 1913. — С. 112.[45]
- Носилов, К. Д. Исторія одной полярной зимовки. Разсказъ. — М.: ред. жур. «Юная Россія», 1913. — С. 44.[46]
- Носилов, К. Д. Таня Логай. Разсказъ изъ жизни самоѣдов. — 4-е изд. — М.: ред. жур. «Юная Россія», 1913. — С. 29.[47]
- Носилов, К. Д. На охотѣ. Очерки и разсказы. — 3-е изд. — М.: ред. жур. «Юная Россія», 1914. — С. 94.[48]
- Носилов, К. Д. Рассказы для детей 1 сб.. — М.издательство= ред. жур. «Юная Россія», 1914. — С. 67.[49]
- Носилов, К. Д. Рассказы для детей 2 сб.. — М.издательство= ред. жур. «Юная Россія», 1914. — С. 106.[50]
- Носилов, К. Д. Таня Логай. Разсказъ изъ жизни самоѣдов. — 5-е изд. — М.: ред. жур. «Юная Россія», 1914. — С. 29.[51]
- Носилов, К. Д. Божьи люди. Разсказы. — М.: ред. жур. «Юная Россія», 1915. — С. 40.[52]
- Носилов, К. Д. Въ лѣсахъ. Разсказы и очерки. — 3-е изд. — М.: ред. жур. «Юная Россія», 1915. — С. 72.[53]
- Носилов, К. Д. Въ снѣгахъ. Разсказы и очерки изъ жизни сѣверныхъ инородцевъ. — 8-е изд. — М.: ред. жур. «Юная Россія», 1915. — С. 174.[54]
- Носилов, К. Д. Золотыя рѣчки. Очерк золотопромышленности. — М.: «Проталинка», 1915. — С. 47.[55]
- Носилов, К. Д. Таня Логай. Разсказъ изъ жизни самоѣдов. — 6-е изд. — М.: ред. жур. «Юная Россія», 1915. — С. 29.[56]
- Носилов, К. Д. У дикарей. Разсказы. — М.: ред. жур. «Юная Россія», 1915. — С. 74.[57]
- Носилов, К. Д. Юдикъ. Разсказъ изъ жизни самоѣдов на Новой землѣ. — 3-е изд. — М.: «Школьная б-ка» и журн. «Семья и школа», 1915. — С. 48.[58]
- Носилов, К. Д. В горахъ Хингана. Из событій въ Манчжуріи въ 1900 году. — 3-е изд. — М.: «Школьная б-ка» и журн. «Семья и школа», 1916. — 32 с. — (Школьная б-ка).[59]
- Носилов, К. Д. Въ снѣгахъ. Разсказы и очерки изъ жизни сѣверныхъ инородцевъ. — 9-е изд. — М.: ред. жур. «Юная Россія», 1916. — С. 174.[60]
- Носилов, К. Д. Таня Логай. Разсказъ изъ жизни самоѣдов. — 7-е изд. — М.: ред. жур. «Юная Россія», 1916. — С. 29.[61]
- Носилов, К. Д. Въ лѣсахъ. Разсказы и очерки. — М.: ред. жур. «Юная Россія», 1917. — С. 72.[62]
- Носилов, К. Д. Таня Логай. Разсказъ изъ жизни самоѣдов. — 8-е изд. — М.: ред. жур. «Юная Россія», 1917. — С. 29.[63]
- Носилов, К. Д. Таня Логай. — М.—Л.: Госуд. изд-во, 1928. — С. 40. — 15 000 экз.[64]
- Носилов, К. Д. Северные рассказы. — Свердловск: Свердлгиз, 1937. — С. 269. — 10 000 экз.[65]
- Носилов, К. Д. Северные рассказы. — 2-е изд. — Свердловск: Свердлгиз, 1938. — С. 304. — 10 000 экз.[66]
- Носилов, К. Д. Храбрая Таня. — Свердловск: Свердлгиз, 1942. — С. 11.[67]
- Носилов, К. Д. Северные рассказы. — Л.: Детгиз, 1959. — С. 111. — 200 000 экз.[68]
- Носилов, К. Д. У вогулов. — Шадринск: ПО «Исеть», 1993. — С. 47. — 1600 экз. — ISBN 5-7142-0026-8.[69]
- Носилов, К. Д. На Новой Земле. Очерки и наброски. — Тюмень: СофтДизайн, 1997. — С. 368. — 3000 экз. — ISBN 5-88709-079-0.[70]